# 요한 루드비 홀스테인

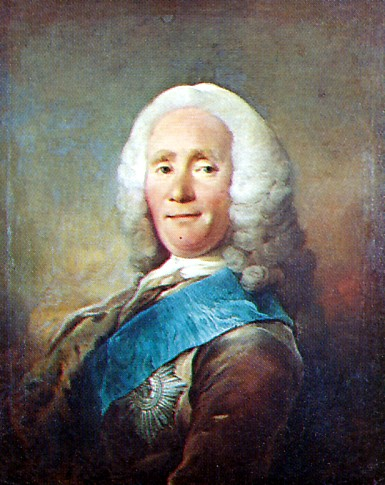
요한 루드비 홀스테인

요한 루드비 홀스테인(덴마크어: Johan Ludvig Holstein, 1694년 9월 7일 ~ 1763년 1월 29일)는 덴마크의 정치인이다. 1735년 5월 12일부터 1751년까지 덴마크의 대재상을 역임했다.
1721년부터 1730년까지 크리스티안 왕세자(크리스티안 6세 국왕)의 수행원으로 채용되었으며 1734년에는 재무부 장관으로 임명되었다. 1740년에는 코펜하겐 대학교 후원자로 나섰고 1750년에는 레드레보르(Ledreborg)에 성, 정원, 도서관을 건립했다.